# Lussbach (Pitze)
Der Lussbach ist ein linker Zufluss der Pitze in Tirol. 
Sein oberirdischer Ursprung liegt im Talkessel der Plangerossalpe. Am Ende des Talkessels fällt der Bach steil, teilweise als Wasserfall ins Pitztal ab und mündet dort von links bei Plangeross in die Pitze.
Das Einzugsgebiet des Lussbachs beträgt 9,6 km² und umfasst auch den Plangerossferner. Insgesamt sind 1,4 km² (15 %) des Einzugsgebiets vergletschert (Stand 1988). Der höchste Punkt darin ist die Watzespitze mit 3532 m ü. A.